# Cases d'algú (programa de televisió)
Cases d'algú és un programa de televisió català estrenat l'11 de gener de l'any 2018 a TV3 i presentat pel periodista esportiu Joan Maria Pou. La producció, en format documental, consisteix en explicar la història (el dia a dia, les seves aficions, la ciutat en què viuen, etc.) de persones anònimes que fan turisme a Barcelona o a altres parts de Catalunya.
El programa, dirigit per Eva Merseguer i produït per la Televisió de Catalunya (TV3) en coproducció amb DLO Producciones i Alça Manela, està basat en el format belga Be my guest (en català, Sigues el meu convidat). Compta amb un total de 17 programes dividits en 2 temporades, ambdues estrenades i finalitzades al llarg de l'any 2018. En cada programa es ressegueix una aproximació a la vida de 2 persones diferents que hospitalàriament acullen a la seva llar a en Joan Maria Pou i al seu equip. Es tracta d'un programa televisiu per a tots els públics i pertanyent als gèneres de l'entreteniment i l'entrevista.

## Producció

### Mecànica
La mecànica o funcionalitat de Cases d'algú s'inicia des d'una caravana ubicada en cada programa en diferents punts estratègicament turístics de Catalunya (sobretot Barcelona).
A partir d'aquest punt, el procediment consisteix en realitzar un seguit de preguntes (una espècie d'entrevista ràpida) a aquells turistes que entrin a la caravana per a conèixer qui serà el protagonista del programa. Durant aquesta etapa de selecció, l'equip responsable del programa confessa que va gran part de les seves decisions finals es basen en anteposar la intuïció de l'avenir. La darrera pregunta d'en Joan Maria Pou a l'interlocutor, Em convidaries a casa teva?, condueix l'inici de la segona i més extensa part del programa. És aquí on el presentador viatja durant una breu però intensa estada fins a la casa i país de l'entrevistat en qüestió amb l'objectiu de conèixer la vida de la persona.
D'aquesta forma, esmenta la cadena:
| «                                                     | Els espectadors descobriran, a través de la particular mirada de Joan Maria Pou i dels seus amfitrions, aspectes desconeguts dels països visitats i, al mateix temps, realitats molt diverses emmarcades en paisatges de tot el món. | » |
| — Televisió de Catalunya (TV3), Diari Digital Ara.cat | |   |

### Concepte
Segons el propi presentador a una entrevista amb Ràdio Flaixbac:
| «                                             | Cases d'algú és generositat | » |
| — Joan Maria Pou, Entrevista a Ràdio Flaixbac |                             |   |

Segons la majoria dels crítics i el propi públic, la filosofia del programa Cases d'algú, tot i que ressegueix la idea d'altres programes (sobretot autonòmics), ofereix una altra cara de la idea del turista prototip. La CCMA (Corporació Catalana de Mitjans Audiovisuals) explica, al seu parer, la finalitat del programa (abans que s'estrenés) en el comunicat següent: Aquest no és un programa de viatges. Més aviat és un intercanvi d'experiències, de costums, de diferents maneres d'entendre la vida. On també descobriran racons del món poc coneguts, però que representen una part imprescindible de les vides dels personatges.
D'aquesta forma, es pot dir que el programa té la intenció de reflexionar sobre una temàtica que genera molt debat: el turisme. Tanmateix, a una entrevista amb Nació Digital, el presentador del programa assegura que la seva aspiració no és qüestionar el model turístic convencional, sinó més aviat ajudar a desestigmatitzar el turista, sovint despersonalitzat. Darrere l'etiqueta de turista, hi ha una persona i una vida interessant, assegura.

### Rodatge
Segons afirma la pròpia cadena de la Televisió de Catalunya (TV3) el rodatge del programa va ser tot un desafiament en qüestions com la producció, ja que calia entrevistar i contactar amb un gran nombre de turistes (més de 300) i mobilitzar-se arreu del món disposant de personal tècnic i material audiovisual suficient.

### Format
Tal com figura a la web oficial del programa (a la pàgina web de TV3), Cases d'algú el està basat en el format belga Be my guest (en català, 'Sigues el meu convidat').
Altrament, d'una banda, diversos crítics (com la periodista Mònica Planas), asseguren que el format del programa català recorda a molt a altres programes autonòmics (i majoritàriament provinents de TV3) com El Foraster (on Quim Masferrer recorre petits pobles conversant amb els locals) ; Afers Exteriors (presentat per Miquel Calçada i a la recerca de catalans que residents a altres parts del món) o El Convidat (on Albert Om passa una estada a casa de famosos).
D'altra banda, durant una roda de premsa, Joan Maria Pou va argumentar el següent:
| «                                | Què té d' El Convidat? Que vaig a casa de gent. Què té d' El Foraster? Que parlem amb gent anònima. Què té d'Afers Exteriors? Que viatjo. Però no s'assembla a cap d'aquests programes. | » |
| — Joan Maria Pou, Roda de Premsa | |   |

## Audiència
La 1r temporada de Cases d'algú va tenir una bona acollida, comptant amb una audiència mitjana de 361.000 espectadors i un 14,6% de quota. La 2a temporada, tot i que no va tenir tan èxit a la segona setmana de programa, va seguir liderant arreu de la televisió territori català amb un 15'9% de quota.

## Recepció

### Públic
Cases d'algú ha tingut una bona acollida entre els espectadors. El primer programa, a part de liderar la franja d'emissió, també va obtenir una molt bona valoració qualitativa. Segons la pròpia pàgina web del programa, Cases d'algú va recollir unes valoracions excel·lents, amb un índex qualitatiu de 8,4 segons el panel de GFK, l'empresa multinacional alemanya d'investigació i anàlisi de mercat que elabora informes sobre les valoracions qualitatives dels espectadors per a les principals televisions europees.
Altrament TV3 també afegeix que en la valoració qualitativa de GFK, Cases d'algú també va ser rellevant com a programa d'entreteniment, ja que el 95% del panel el considera molt o força entretingut. A més a més, cal subratllar que també té molt bona puntuació com a format original i diferent, amb un 94,4% de puntuació (sobre 100%). També i seguint amb que assegura la Televisió de Catalunya (TV3), un 98,7% va valorar molt bé la posada en escena i també va ser considerat un programa de molta qualitat per un 87,4%. Aquestes bones valoracions van fer que tingués una gran notorietat, ja que un 92,7% va dir que el comentaria i l'índex de recomanació es va situar en un 8,4 sobre 10.
D'altra banda, convé esmentar que a la plataforma de Movistar+, el programa va ser valorat amb 3 de 5 estrelles com a mitjana d'un total de 24 puntuacions dels usuaris.

### Crítica
Segons alguns crítics, el programa segueix un format desgastat i que no aporta res nou a la indústria televisiva. És el cas de crítics com la periodista Mònica Planas, que a un article d'opinió del diari Ara.cat diu el següent: 
| «                                              | Cases d'algú s'ajusta als estàndards de l'entreteniment més previsibles. | » |
| — Mònica Planas, Article d'opinió de l'Ara.cat |                                                                          |   |

No obstant això, la rebuda general del programa ha sigut molt bona i segueix majoritàriament la línia del criteri del públic.